# Sismo do Nordeste da Índia de 2016
O Sismo do Nordeste da Índia de 2016 foi um sismo ocorrido em 3 de janeiro de 2016, com epicentro a 29 km a oeste de Imphal e uma intensidade de VII (Muito forte). O sismo foi sentido também no Bangladesh.
Uma estimativa inicial apontava para oito mortes (5 na Índia e 3 no Bangladesh), mas outro balanço indica que pelo menos 10 pessoas morreram, e 100 outras ficaram feridas. Vários edifícios foram danificados.